# Liste der Bodendenkmäler in Niederlauer
Auf dieser Seite sind die Bodendenkmäler in der unterfränkischen Gemeinde Niederlauer zusammengestellt. Diese Tabelle ist eine Teilliste der Liste der Bodendenkmäler in Bayern. Grundlage ist die Bayerische Denkmalliste, die auf Basis des Bayerischen Denkmalschutzgesetzes vom 1. Oktober 1973 erstmals erstellt wurde und seither durch das Bayerische Landesamt für Denkmalpflege geführt wird. Die folgenden Angaben ersetzen nicht die rechtsverbindliche Auskunft der Denkmalschutzbehörde.

## Bodendenkmäler der Gemeinde

### Bodendenkmäler in der Gemarkung Niederlauer
| Lage                                             | Objekt | Akten-Nr.     | Bild           |
| ------------------------------------------------ | --- | ------------- | -------------- |
| Niederlauer (Standort)                           | Siedlung der Linearbandkeramik. | D-6-5727-0004 |                |
| Niederlauer (Standort)                           | Siedlung vorgeschichtlicher Zeitstellung. | D-6-5727-0055 |                |
| Niederlauer Kirchgasse 7; Eichelgasse (Standort) | Archäologische Befunde des Mittelalters und der frühen Neuzeit, darunter solche von Vorgängerbauten und Bestattungen, im Bereich der ab 1888 neu errichteten Katholischen Pfarrkirche St. Katharina von Niederlauer. | D-6-5727-0098 | weitere Bilder |
| Niederlauer (Standort)                           | Ehem. Wartturm Dicker Turm. Siehe auch: Dicker Turm (Niederlauer) | D-6-5727-0100 | weitere Bilder |

### Bodendenkmäler in der Gemarkung Unterebersbach
| Lage                                         | Objekt | Akten-Nr.     | Bild           |
| -------------------------------------------- | --- | ------------- | -------------- |
| Unterebersbach Palmsbergstraße 29 (Standort) | Archäologische Befunde des Mittelalters und der frühen Neuzeit im Bereich der Katholischen Pfarrkirche Mariae Verkündigung von Unterebersbach mit Kirchhofmauer.                           | D-6-5626-0022 | weitere Bilder |
| Unterebersbach Kirchbergstraße 16 (Standort) | Archäologische Befunde des Mittelalters und der frühen Neuzeit im Bereich der Katholischen Friedhofskirche St. Peter und Paul von Unterebersbach mit Körpergräbern im ummauerten Kirchhof. | D-6-5726-0106 | weitere Bilder |